# Nontronit
Nontronit ist ein Mineral aus der Mineralklasse der „Silikate und Germanate“, das an verschiedenen Fundorten zum Teil reichlich vorhanden sein kann, insgesamt aber wenig verbreitet ist.
Das Mineral kristallisiert im monoklinen Kristallsystem mit der chemischen Zusammensetzung Na0,3(Fe3+)2(Si,Al)4O10(OH)2·nH2O, ist also ein komplex zusammengesetztes Schichtsilikat aus der zu den Tonmineralen gehörenden Gruppe der Smektite.
Nontronit ist meist kryptokristallin und entwickelt nur selten unter dem Mikroskop erkennbare Kristalle mit pseudohexagonalem, blättrigem Habitus. Meist findet er sich in Form wurmförmiger, radialstrahliger bis sphärolithischer, netzartiger oder filziger Mineral-Aggregate. Seine Farbe variiert je nach Fremdbeimengungen und Verunreinigungen zwischen Hellgelb und Olivgrün bis Grün. Er kommt jedoch auch in oranger und brauner Farbe vor. Seine Strichfarbe ist dagegen immer grünlichweiß.

## Etymologie und Geschichte
Das Mineral Nontronit wurde nach Nontron benannt, einer Kleinstadt im Norden des Départements Dordogne. Die eigentliche Typlokalität befindet sich aber bei Le Mandereau im Gemeindegebiet von Saint-Pardoux-la-Rivière. Hier wurde beim Abbau von Mangan (Mangandioxid) der Nontronit entdeckt.
Nontronit wird aufgrund seiner Farbe und seines Auftretens auch als Chloropal bezeichnet. Ein weiteres Synonym ist der Hydoferripyrophyllit.
Das Mineral wurde zum ersten Mal 1827 von Pierre Berthier wissenschaftlich beschrieben. Sein Typus-Handstück befindet sich im Mineralogiemuseum der École Nationale Supérieure des Mines in Paris.

## Klassifikation
In der mittlerweile veralteten, aber noch gebräuchlichen 8. Auflage der Mineralsystematik nach Strunz gehörte der Nontronit zur Mineralklasse der „Silikate und Germanate“ und dort zur Abteilung der „Schichtsilikatminerale (Phyllosilikate)“, wo er zusammen mit Beidellit, Brinrobertsit, Montmorillonit, Swinefordit, Volkonskoit und Yakhontovit die unbenannte Gruppe VIII/H.19 bildete.
Die seit 2001 gültige und von der International Mineralogical Association (IMA) verwendete 9. Auflage der Strunz’schen Mineralsystematik ordnet den Nontronit in die Klasse der „Silikate und Germanate“ und dort in die Abteilung der „Schichtsilikatminerale (Phyllosilicate)“ ein. Diese Abteilung ist allerdings weiter unterteilt nach der Art der Schichtbildung, so dass das Mineral entsprechend seinem Aufbau in der Unterabteilung „Schichtsilikate (Phyllosilikate) mit Glimmertafeln, zusammengesetzt aus tetraedrischen und oktaedrischen Netzen“ zu finden ist, wo es zusammen mit Beidellit, Kurumsakit, Montmorillonit, Volkonskoit (Redefiniert anerkannt durch die CNMNC) und Yakhontovit die „Montmorillonitgruppe“ mit der System-Nr. 9.EC.40 bildet.
Auch die vorwiegend im englischen Sprachraum gebräuchliche Systematik der Minerale nach Dana ordnet den Nontronit in die Klasse der „Silikate und Germanate“ und dort in die Abteilung der „Schichtsilikatminerale“ ein. Hier ist er zusammen mit Beidellit, Montmorillonit, Volkonskoit und Swinefordit in der „Smektitgruppe (Dioktaedrische Smektite)“ mit der System-Nr. 71.03.01a innerhalb der Unterabteilung der „Schichtsilikate: Schichten von sechsgliedrigen Ringen mit 2:1-Tonmineralen“ zu finden.

## Kristallstruktur
Nontronit kristallisiert im monoklinen Kristallsystem in der Raumgruppe C2/m (Raumgruppen-Nr. 12) mit den Gitterparametern a = 5,28 Å; b = 9,14 Å; c = 9,78 Å und β = 101,0° sowie 2 Formeleinheiten pro Elementarzelle.
Die grundlegenden Baueinheiten der Nontronitstruktur sind:
- [SiO4]4−-Tetraeder  und
- [Fe(III)O6]9−-Oktaeder.

Die Tetraeder sind über gemeinsame Sauerstoffatome zu pseudohexagonalen Schichten verknüpft. Zwei dieser Tetraederschichten werden jeweils durch eine Schicht oktaedrisch koordinierter Fe3+-Kationen zusammengehalten. Die Verknüpfung der einzelnen Oktaeder innerhalb der Oktaederschicht erfolgt dabei über gemeinsame Kanten. Beim Nontronit sind nur zwei von drei zentralen Oktaederpositionen von den Fe3+-Kationen besetzt, das Mineral ist daher dioktaedrisch. Die Schichten sind in Richtung [001] (entlang kristallographischen c-Achse) gestapelt und zwar in der Abfolge T-O-T (Tetraeder-Oktaeder-Tetraeder). Die Verknüpfung zwischen den Tetraedern und Oktaedern erfolgt über gemeinsame Ecken, die Tetraeder sind also jeweils mit einer Spitze in Richtung der Oktaeder orientiert. Der Nontronit zählt durch die T-O-T-Abfolge somit zu den 2:1- oder Dreischicht-Tonmineralen.
Innerhalb der Tetraederschichten kann eine Substitution der Si4+-Kationen durch Fe3+- und/oder Al3+-Kationen bis zu einem Verhältnis von 1:8 erfolgen. In den Oktaedern kann Fe3+ durch Al3+ und Mg2+ substituiert werden. Durch die Substitutionen entsteht eine negative Schichtladung, die zu mehr als 60 % in der Tetraederschicht konzentriert ist. Der Ladungsausgleich erfolgt durch den Einbau von Kationen wie Na+, Ca2+ und gelegentlich Mg2+, die sich zwischen den T-O-T-Schichten befinden und diese auch untereinander verknüpfen. In diese Zwischenschichten lagern sich ferner Wassermoleküle ein. Nontronit ist somit ein Kationen-Austauscher und durch den Wassereinbau quellfähig.

## Mischreihen und Varietäten
Nontronit bildet mit Beidellit eine eingeschränkte Mischreihe. Beidellit besitzt bis zu einem Atom Fe3+ pro Formeleinheit, Nontronit mehr als zwei Atome pro Formeleinheit. Montmorillonit und Nontronit können ebenfalls als Mischreihe betrachtet werden, die durch die Substitution Al3+ für Fe3+ zustande kommt. Auch in diesem Fall ist die Mischreihe nicht vollständig, es besteht eine sehr große Mischlücke zwischen 25 und 75 Mol % Fe3+.
Eine Varietät stellt der Chrom-Nontronit dar.

## Bildung und Fundorte

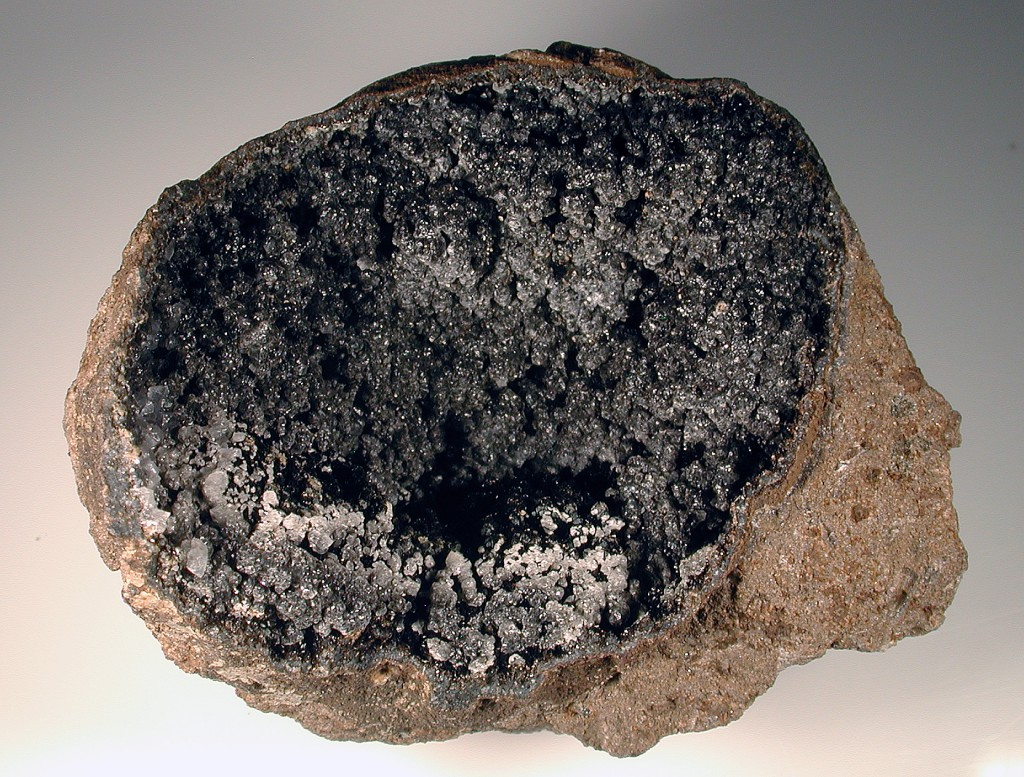
Druse mit Nontronit und Calcit vom Wolf Creek Pass, San-Juan-Gebirge, USA (Durchmesser: 35 mm)

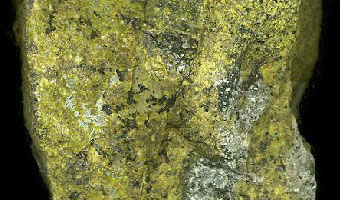
Nontronit aus den Kremnitzer Bergen in der Slowakei

Nontronit ist ein Verwitterungsprodukt von Biotit, sowie generell von Basalten, Kimberliten und anderen ultramafischen Gesteinen (zu finden als Kluftbestege und Überzüge in diesen Gesteinen). Auch kann er pseudomorph Hornblenden und Pyroxene verdrängen. Gelegentlich wird er auch als Imprägnation in porösen Kontaktgesteinen von Olivinbasalten beobachtet.
Nontronit tritt ferner in schlecht drainierten vulkanischen Aschenböden auf. In manchen Minerallagerstätten entstand er hydrothermal durch an Silizium und Eisen angereicherte Lösungen (so beispielsweise in Graphit- und Sulfidlagerstätten); ferner bildet er sich hydrothermal an ozeanischen Rücken und anderen Austrittsstellen in der Tiefsee. In kontaktmetamorph veränderten Kalken kann Nontronit ebenfalls vorkommen. Authigen bildet er sich in rezenten Meeressedimenten. Womöglich spielen auch Mikroorganismen bei seiner Entstehung eine wichtige Rolle.
Begleitminerale von Nontronit sind unter anderem Apophyllit, Calcit, Chabasit, Hollandit, Pyrit, Quarz (mit den Varietäten Chalcedon und Opal), Siderit und Strengit.
Nontronit kann den zuvor in vulkanischen Gasblasen gebildeten Laumontit verdrängen.
Fundorte in Frankreich neben der Typlokalität in der Dordogne sind die Départements Charente, Haute-Vienne, Rhône und Saône-et-Loire. Vorkommen in Deutschland befinden sich in Bayern bei Hagendorf, in Hessen am Vogelsberg, in Niedersachsen bei Göttingen und bei Sankt Andreasberg sowie in Sachsen bei Geilsdorf und bei Wolkenstein. Nontronit tritt außerdem in folgenden Ländern auf:
- Australien (New South Wales, South Australia)
- Brasilien (Minas Gerais)
- Indien (Maharashtra)
- Kasachstan
- Mexiko (Chihuahua)
- Madagaskar
- Namibia (Tsumeb)
- Norwegen (bei Froland)
- Polen (bei Strzegom)
- Portugal (bei Sátão)
- Russland (bei Perm)
- Schweden (bei Vittensten)
- Slowakei
- Spanien (bei Girona)
- Ungarn (Mátra-Gebirge)
- Venezuela
- Vereinigte Staaten (Arizona, Colorado, Hawaii, Kalifornien, North Carolina, New Mexico, Pennsylvania, Utah, Washington und West Virginia)

### Vorkommen auf dem Mars
Es besteht Grund zu der Annahme, dass Nontronit auch auf dem Planeten Mars zugegen ist. Erste Hinweise lieferte bereits Mariner 9 im Jahr 1971, die dann 1975 von Viking 1 und Viking 2 erhärtet wurden (Die Röntgenspektrometer der beiden Sonden fanden bis zu 47 % Nontronit). Diese Vermutungen wurden erneut mit dem Infrarotspektrometer von Mars Express bestätigt.